# روس جونسون
روس جونسون (بالإنجليزية: Ross Johnson)‏ (2 فبراير 1976 برايتون المملكة المتحدة - ) هو لاعب كرة قدم بريطاني، يلعب كمدافع، لعب 185 مباراة وسجل هدفين.

## مسيرته

### مسيرته مع الأندية
- 1994 - 2000 لعب مع برايتون أند هوف ألبيون 132 مباراة سجل خلالها هدفين.
- 2000 - 2000 لعب مع كولتشستر يونايتد 46 مباراة.
- 2002 - 2002 لعب مع داغنهام وريدبريدج 7 مباريات.

## روابط خارجية
- روس جونسون على موقع قاعدة بيانات كرة القدم.إي يو (الإنجليزية)
- روس جونسون على موقع Soccerbase.com (لاعب) (الإنجليزية)